# My Week with Marilyn
My Week with Marilyn er en britisk biografisk film instrueret af Simon Curtis og skrevet af Adrian Hodges. Filmen har Michelle Williams, Kenneth Branagh, Eddie Redmayne, Dominic Cooper, Dougray Scott, Judi Dench og Emma Watson på rollelisten. Den er baseret på to bøger af Colin Clark og handler om optagelserne af Prinsen og korpigen fra 1957, der har Marilyn Monroe og Laurence Olivier i hovedrollerne. Filmen fokuserer på den uge hvor Monroe brugte tid på at blive eskorteret rundt i Storbritannien af Clark, efter hendes ægtemand, Arthur Miller, havde forladt landet.
Optagelserne startede 4. oktober 2010 i Pinewood Studios. Optagelser fandt sted ved Saltwood Castle, White Waltham Airfield og på lokationer i London. Filmen havde premiere ved New York Film Festival 9. oktober 2011. Filmen blev udgivet i Storbritannien 25. november 2011 og i Danmark 26. januar 2012. For sin rolle som Marilyn Monroe, vandt Michelle Williams en Golden Globe for bedste skuespillerinde - musical eller komedie. Hun var også nomineret til en Oscar for bedste kvindelige hovedrolle og en BAFTA Award.

## Produktion

### Udvikling
My Week with Marilyn er baseret på Colin Clarks to bøger, The Prince, The Showgirl and me og My Week with Marilyn, der er dagbogsbeskrivelser, der dokumenterer hans tid med Monroe under indspilningen af filmen Prinsen og korpigen i 1957. Efter at have læst bøgerne i 2004, kontaktede Simon Curtis filmproduceren David Parfitt, med en forespørgsel om at lave en filmatisering af bøgerne. Parfitt sagde, at alle kunne lide idéen, men fordi Monroe er så familiær og ikonisk for mennesker, var de i tvivl om der kunne vises mere om hende. Curtis og Parfitt gik til BBC Films og Storbritanniens filmråd, og de samlede pengene til projektet. Derefter måtte de vente 18 måneder, mens Parfitt forhandlede om rettighederne til bøgerne, med boet efter Clark. Instruktøren og produceren måtte derefter vente yderligere seks måneder på Hodges manuskript. Da dette var klar, begyndte man at lede efter en finansiering. Curtis gik til Harvey Weinstein og fortalte ham om idéen om at lave en filmatisering af Clarks bøger. Weinstein fortalte Huffington Post, at han havde læst bøgerne for sjov, men aldrig overvejet at filmatisere dem. Han læste Hodges manuskript, som han syntes var rigtig god, charmerende og sjov. Weinstein valgte derfor at finansiere filmen. My Week with Marilyn er produceret af Trademark Films og er også finansieret af LipSync Productions. Filmen er Curtis' første spillefilm.

### Rollebesætning
I august 2009 rapporterede Marcell Minaya fra Digital Spy, at Scarlett Johansson var favoritten til at spille Monroe i filmen. Kate Hudson, Amy Adams og Michelle Williams blev også nævnt som mulige kandidater til rollen. Tre måneder senere blev det afsløret, at Michelle Williams havde været i forhandlinger om rollen. I november 2011 afslørede Curtis, at den eneste han ville have til at spille Monroe var Williams. Hun var den eneste producerne havde mødt under arbejdet med rollebesætningen. Williams sagde ja til at spille med i My Week with Marilyn to år før indspilningen begyndte. Hun fortalte Adam Green fra Vogue, at forestillingen om at spille Monroe var skræmmende, men da hun var færdig med at læse manuskriptet, vidste hun, at hun ville have rollen. Derefter bruge Williams seks måneder på at læse biografier, dagbøger, breve og notater om og af Monroe. Hun så også billeder, Monroe's film og lyttede til optagelser. Williams var nødt til at tage på for rollen, og hun arbejdede med en koreograf, for at hjælpe hende med at gå som Monroe.
Mere end 40 skuespillere prøvefilmede til rollen som Clark, her i blandt James Jagger, som begyndte forhandlinger med producerne i maj 2010. I september 2010 blev det offentliggjort at Eddie Redmayne var blevet valgt til rollen som Clark. Parfitt fortalte Daily Mail, at det at finde en skuespiller til rollen havde været svært. Han sagde "Det var djævelsk vanskeligt at finde den rette person til rollen, fordi Colin gik på Eton, studerede på Oxford og fløj for RAF." Samme månede blev det også offentliggjort at Emma Watson havde fået den mindre rolle som garderobeassistenten Lucy. Watson skulle kun bruge få dage på filmen, så hendes studier på Brown University ikke blev afbrudt. Kenneth Branagh begyndte forhandlinger med producerne om rollen som Laurence Olivier i juli 2010, efter Ralph Fiennes havde trukket sig fra rollen, for at instruere sin filmatisering af Coriolanus. Branagh fik senere rollen.
Dominic Cooper fik rollen som Milton H. Greenee, en fotograf og Monroes forretningspartner. Om Greene sagde Copper: "Han var en ret gammel mand, men de havde et nært forhold. Jeg tror marilyn følte sig meget støttet ham i starten. Men til sidst blev han hendes agent og forretningspartner, hvilket er meget." Cooper indspillede sine scener samtidig med han arbejdede på Captain America: The First Avenger. Catherine Zeta-Jones blev kontaktet af Winstein, der ville have hende til at spille skuespillerinden Vivien Leigh.
Zeta-Jones sagde nej til rollen fordi hun ikke ville bruge mere end en uge væk fra sin mand, Michael Douglas, der var under behandling for strubekræft. Curtis og de andre producerer begyndte at prøvefilme til rollen og Julia Ormond endte med at få den. Samtidigt blev det offentliggjort, at Dougray Scott havde fået rollen som Arthur Miller. Derek Jacobi blev valgt til at spille Sir Owen Morshead, Philip Jackson spiller Monroes privatdetektiv og Judi Dench spiller Sybil Thorndike.

### Indspilning
Optagelserne til My Week with Marilyn startede 19. september 2010. Dench filmede sine scener i denne månede, da hun skulle til Indien for at arbejde på et andet projekt. Optagelserne foregik i Pinewood Studios fra 4. oktober 2010. Tre dage senere blev White Waltham Airfield omdannet til 1950'ernes London Heathrow Airport, for at genskabe det øjeblik, hvor Marilyn ankom til Storbritannien. Studiet hvor Monroe optog Prinsen og Korpigen i 1956, blev brugt at optage scener til filmen. Williams fik samme garderobe som Monroe havde haft under optagelserne. Nogle af filmens scener blev optaget på lokationer i og omkring London. En af disse lokationer var Parkside House i landsbyen Englefield Green, hvor Miller og Monroe boede under deres ophold i Storbritannien. Filmens produktionsdesigner, Donal Woods, gik en tur rundt i huset inden optagelserne, og opdagde, at husets eksteriør så lige sådan ud som da Monroe og Miller boede der.
British Cinematographer rapporterede at produktionen havde indspillet scener ved Saltwood Castle, nær Folkstone, hvor Clark voksede op. Filmen blev også optaget på Eton College og ved Windsor Castle. Fotografen Ben Smithard at de kreative og visuelle referencer i filmen, ikke var hentet fra andre film, men fra billeder af den amerikanske fotograf of maler Saul Leiter. Smithard fortalte British Cinematographer, at en stor del af tiden blev brugt i præproduktionen. Han sagde "I en historisk film som denne, har man brug for så meget forberedelse man kan få. Det er som en historielektion og du kan lære om et tidspunkt." Fotografen gav filmen et anamorfisk format, fordi det egner sig "meget godt til personlige historier" og klædte filmen. Han tilføjede, at det var nemt at indramme to skuespillere, men formatet egner sig ikke til arkitektur. Optagelserne til My Week with Marilyn varede i syv uger, og blev færdig i november 2010. Postproduktionen fandt sted fra 28. november 2010 til 31. august 2011.

### Kostumer og Makeup
Jill Taylor var kostumier på My Week with Marilyn. Taylor, der tidligere havde arbejdet på Sliding Doors og Match Point, skabte kostumerne til filmen på seks uger. Hun fandt mange af sine ting i antikbutikker, på auktioner og markeder. Taylor fortalte Estella Shardlow fra Vintage Seekers, at "Jeg gik gennem masser og masser af antikvitetsmesse og vintagebutikker, for at se om vi kunne finde originale klassiske sæt, der ville passe til filmen. Vi var ret succesfulde, men vi måtte også genskabe en del ud fra gamle billeder – for eksempel skulle vi genskabe en scene hvor hun lander her i landet, hvilket var veldokumenteret på nyhedsoptagelser." Taylor fortalte Shardlow at det var svært at finde stoffer, der så så frodige ud som de gjorde i halvtredserne, og at hun havde nogle svære kostumer at lave, inklusiv en kjole fra filmen Prinsen og korpigen, som Judi Dench' rolle har på. Under researchen til Emma Watsons rolle, Lucy, kiggede Taylor på gamle billeder af Prinsen og Korpigens originale crew. En af pigerne på billedet havde en skotskternet kjole på, så Taylor gik ud og fandt en original skotskternet kjole til Watson. Hun sagde at hendes hold havde det sjovt med Watsons rolle, fordi hun var en ung, modebevidst pige. Designeren sagde at "på grund af den amerikanske indflydelse i England i halvtredserne, er hendes stil ret Sandra Dee og piget."
Taylor fortalte Sarah Smith fra InStyle, at hun arbejdede ud fra mange fotografier af Monroe, især nogle taget på hendes bryllupsrejse med Miller. Taylor sagde at hun fandt et særligt billede, hvor Monroe var iført en herreskjorte og en nederdel, og lavede sættet til filmen. Hun tilføjede at "der er også en scene hvor [Michelle som Marilyn] er i en bil og har et chiffon halstørklæde og der var en frakke jeg lavede til hende, som faktisk var i Sotherbys katalog. Vi reproducerede frakken, der var en vanillesilkefrakke med en sort fløjlskrave, og vi lavede den om til en jakke." Taylor arbejdede også sammen med Williams under designprocessen, og hun forklarede at Williams ville komme med billeder til hende. Taylor tegnede skitser til Williams mens de snakkede, og hun forklarede at "det var et samarbejde om, hvad hun tænkte hun ville have på, og hvad jeg tænkte."
Sminkøren på filmen var Jenny Shircore. Hun fortalte Joe Nazzaro fra Make-Up Artist Magazine, at hendes største udfordring, var at få Williams til at ligne Monroe, fordi Williams ansigtstræk var meget forskellige fra Monroes. Shircore ville ikke bruge proteser til at forme Williams' ansigt, fordi hendes følelser skulle kunne ses igennem sminken. I stedet arbejdede hun med lys og skygge, for at give Williams de karakteristiske træk, som Monroe havde. Hun arbejdede især med øjenbrynene og læberne.

### Musik
Filmens originale musik er komponeret af den amerikanske filmkomponist og orkestrator Conrad Pope, og den franske filmkomponist Alexandre Desplat. Desplat skrev et stykke musik til My Week with Marilyn der hed Marilyn's theme, som Pope bearbejdede ind i sin musik. Pianisten Lang Lang spiller med på flere af Pope og Desplats kompositioner. Michelle Williams er også med på lydsporet, hvor hun synger I found a dream, That old black magic og et medley af When Love Goes Wrong, Nothing Goes Right og Heat wave. Lydsporet blev udgivet digitalt 1. november 2011.

## Udgivelse
Filmens første trailer blev introduceret af Harvey Weinstein på Cannes Film Festival 2011. Den blev officielt udgivet 6. oktober 2011. My Week with Marilyn havde verdenspremiere 9. oktober 2011 på New York Film Festival. Filmen blev udgivet i Storbritannien 25. november 2011. Filmen skulle oprindeligt have haft premiere i USA 4. november, men efter New York Film Festival, blev datoen rykket til 23. november. Filmen havde premiere i Danmark 26. januar 2012.

## Modtagelse
Filmen modtog generelt positive anmeldelser fra kritikerne. Rotten Tomatoes rapporterer at 83% af 156 anmeldelser er positive. David Rooney fra The Hollywood Reporter roste Williams præstation, og sagde at hun imiterede Monroes vokal til perfektion. Rooney roste også Redmayne som Clark, og sagde at hans scener med Williams var fængende. Han fortsatte dog ved at sige at "Fejlen ligger i både Hodges håndværker-agtige manuskript og Curtis undladelse af at udgrave megen psykologisk dybde." Kim Skotte fra Politiken roste Williams præstation ved at spørge "Hvordan efterligne det uforlignelige?" og svarer selv at "Williams kommer utrolig tæt på." Han gav filmen 4 ud af 6 stjerner, og sagde at " de potentielt virkelig smertefulde sider af denne historie bliver diskret nedtonet. Blikket tilhører en ung mand, der endnu ikke ved meget om verden og dens smertelige dybde og fortrædelighed. Det gør filmen let at elske på samme måde som en let forelskelse, der hurtigt kan fordufte." Også Louise Kidde Sauntved fra Berlingske Tidende roste Michelle Williams præstationer, og sagde at "Hun fanger præcis den sammenblanding af tilsyneladende tilgængelig seksualitet og naiv og nærmest uskyldig barnlighed, der gjorde Marilyn Monroe til alle tiders største filmstjerne og sexikon" Sauntved gav filmen 4 ud af 6 stjerner og kaldte den "en lille charmerende film, der dog som filmfortælling mest af alt virker som en lidt løs skitse, hvis hovedformål er, at vise Michelle Williams’ imponerende indsats."
Michael Lind fra BT gav filmen 4 ud af 6 stjerner og sagde at den har "høj kvalitet og er meget seværdig, dog uden samme dybde som sidste års "The King's Speech', men den appellerer klart til samme voksne publikum. Nanna Frank Rasmussen fra Jyllandsposten gav filmen en middelmådig vurdering med 3 ud af 6 stjerner og sagde at filmen "minder mest om en tv-film med et stort budget, der på den mest forstemmende vis lader muligheden for at lave et interessant kvindeportræt af en af de mest betydningsfulde figurer i vores populærkultur, glide sig af hænde." Hun mente samtidig ikke, at filmen viste publikummet, noget nyt om Monroe. Lisa Brygger fra Cinemazone mente heller ikke at filmen leverede noget nyt om Monroe, men roste Williams portrættering af hende. Brygger gav filmen 4 ud af seks stjerner og kaldte filmen "harmløs og velfungerende".

## Eksterne Henvisninger
- My Week with Marilyn på Internet Movie Database (engelsk)
- My Week with Marilyn på Filmdatabasen
- My Week with Marilyn på Scope
- My Week with Marilyn i Svensk Filmdatabas (svensk)
- My Week with Marilyn på AlloCiné (fransk)
- My Week with Marilyn på MovieMeter (nederlandsk)
- My Week with Marilyn på AllMovie (engelsk)
- My Week with Marilyn hos American Film Institute (engelsk)
- My Week with Marilyns profil hos Encyclopædia Britannica Online (engelsk)
- My Week with Marilyn på The Movie Database (engelsk)